# Frankrijk op de Olympische Zomerspelen 1936
Frankrijk nam deel aan de Olympische Zomerspelen 1936 in Berlijn, Duitsland. Net als vier jaar eerder werden 19 medailles gewonnen. Echter wel vier gouden medailles minder.
De Franse afvaardiging voor de Spelen zorgde voor commotie, doordat de atleten tijdens de parade voorafgaand aan de officiële opening de Hitlergroet brachten aan de aanwezige A. Hitler. Dit werd op film vastgelegd en is onder andere te zien in de documentaire "Hitler, een balans" (een coproductie van VAR, Canvas en ZDF).

## Medailleoverzicht
| Sport         | Olympiër(s)                                                                                | Onderdeel                | Medaille |
| ------------- | ------------------------------------------------------------------------------------------ | ------------------------ | -------- |
| Boksen        | Jean Despeaux                                                                              | -72,57kg (m)             | Goud     |
| Boksen        | Roger Michelot                                                                             | -79,38kg (m)             | Goud     |
| Gewichtheffen | Louis Hostin                                                                               | -82,5kg (m)              | Goud     |
| Wielersport   | Robert Charpentier Jean Goujon Guy Lapébie Roger-Jean Le Nizerhy                           | ploegenachtervolging (m) | Goud     |
| Wielersport   | Robert Charpentier                                                                         | wegwedstrijd (m)         | Goud     |
| Wielersport   | Robert Charpentier Robert Dorgebray Guy Lapébie                                            | wegwedstrijd team (m)    | Goud     |
| Worstelen     | Emile Poilvé                                                                               | -79kg vrije stijl (m)    | Goud     |
| Kanovaren     | Henri Eberhardt                                                                            | F-1 10000m vouwkajak (m) | Zilver   |
| Paardensport  | Gérard de Ballorre Daniel Gillois André Jousseaume                                         | dressuur team            | Zilver   |
| Schermen      | Edward Gardère                                                                             | floret (m)               | Zilver   |
| Schermen      | René Bondoux René Bougnol Jaques Coutrot André Gardère Edward Gardère René Lemoine         | floret team (m)          | Zilver   |
| Wielersport   | Pierre Georget                                                                             | tijdrit (m)              | Zilver   |
| Wielersport   | Guy Lapébie                                                                                | wegwedstrijd (m)         | Zilver   |
| Roeien        | Marceau Fourcade Georges Tapie Noël Vandemotte                                             | twee-met (m)             | Brons    |
| Roeien        | Marcel Chauvigné Marcel Cosmat Fernand Vandemotte Marcel Vandemotte Noël Vandemotte        | vier-met (m)             | Brons    |
| Schermen      | Georges Buchard Philippe Cattiau Henri Dulieux Michel Pécheux Bernard Schmetz Paul Wormser | degen team (m) 7         | Brons    |
| Schietsport   | Charles de Jammonières                                                                     | 50m vrij pistool (m)     | Brons    |
| Wielersport   | Louis Chaillot                                                                             | sprint (m)               | Brons    |
| Wielersport   | Pierre Georget Georges Maton                                                               | tandem (m)               | Brons    |

## Resultaten per onderdeel

### Atletiek
| Olympiër                                                    | Onderdeel                | Resultaat    | Prestatie                                                                    |
| ----------------------------------------------------------- | ------------------------ | ------------ | ---------------------------------------------------------------------------- |
| Paul Bronner                                                | 100m (m)                 | series       | serie 4: 4de in 11,1                                                         |
| Maurice Carlton                                             | 100m (m)                 | series       | serie 1: 4de                                                                 |
| Robert Paul                                                 | 100m (m)                 | series       | serie 5: 3de in 11,0                                                         |
| Paul Bronner                                                | 200m (m)                 | series       | serie 4: 4de in 22,6                                                         |
| Pierre Dondelinger                                          | 200m (m)                 | series       | serie 2: 5de                                                                 |
| Raymond Boisset                                             | 400m (m)                 | 26e          | serie 6: 4de in 49,5                                                         |
| Georges Henry                                               | 400m (m)                 | 15e          | serie 2: 1ste in 49,2 kwartfinale 2: 5de in 49,4                             |
| Pierre Skawinski                                            | 400m (m)                 | 11e          | serie 8: 1ste in 48,9 kwartfinale 4: 2de in 48,0 halve finale 1: 5de in 52,0 |
| Raymond Petit                                               | 800m (m)                 | 14e          | serie 3: 3de in 1.54,8 halve finale 3: 4de in 1.55,7                         |
| René Soulier                                                | 800m (m)                 | halve finale | serie 6: 4de in 1.56,1 halve finale 2: 6de in 1.56,8                         |
| André Glatigny                                              | 1500m (m)                | series       | serie 3: 6de in 3.59,6                                                       |
| Robert Goix                                                 | 1500m (m)                | 8e           | serie 4: 1ste in 3.54,0 finale: 8ste in 3.53,8                               |
| Pierre Leichtnam                                            | 1500m (m)                | series       | serie 2: 4de in 4.01,0                                                       |
| Raymond Lefebvre                                            | 5000m (m)                | series       | serie 1: 7de in 15.15,4                                                      |
| René Lécuron                                                | 5000m (m)                | series       | serie 2: 6de in 15.14,2                                                      |
| Roger Rochard                                               | 5000m (m)                | 18e          | serie 3: 7de in 15.12,2                                                      |
| André Lonlas                                                | 10000m (m)               | 20e          | 32.58,0                                                                      |
| André Sicard                                                | 10000m (m)               | 19e          | 32.25,0                                                                      |
| Lucien Tostain                                              | 10000m (m)               | 18e          | 32.24,2                                                                      |
| Louis Gailliard                                             | 400m horden (m)          | 27e          | serie 2: 56,4                                                                |
| Prudent Joye                                                | 400m horden (m)          | 13e          | serie 1: 3de in 54,1                                                         |
| Roger Cuzol                                                 | 3000m steeplechase (m)   | series       | serie 1: 9de                                                                 |
| René Desroches                                              | 3000m steeplechase (m)   | series       | serie 2: 7de                                                                 |
| Roger Rérolle                                               | 3000m steeplechase (m)   | 11e          | serie 3: 3de in 9.50,6 finale: 11de in 9.40,8                                |
| Maurice Carlton Pierre Dondelinger Paul Bronner Robert Paul | 4x100m (m)               | 13e          | serie 2: 5de in 42,6                                                         |
| Raymond Boisset Georges Guillez Georges Henry Prudent Joye  | 4x400m (m)               | 7e           | serie 2: 3de in 3.15,2                                                       |
| Émile Duval                                                 | marathon (m)             | 16e          | 2:48.39,8                                                                    |
| Nouba Khaled                                                | marathon (m)             | 12e          | 2:45.34,0                                                                    |
| Fernand Le Heurteur                                         | marathon (m)             | 31e          | 3:01.11,0                                                                    |
| Adrien Courtois                                             | 50km snelwandelen (m)    | 13e          | 4:49.07,0                                                                    |
| Étienne Laisné                                              | 50km snelwandelen (m)    | 8e           | 4:41.40,0                                                                    |
| Claude Heim                                                 | verspringen (m)          | 16e          | kwalificatie: 16de met 7,10m                                                 |
| Robert Paul                                                 | verspringen (m)          | 8e           | kwalificatie: 8ste finale: 8ste met 7,34m                                    |
| André Prébolin                                              | verspringen (m)          | 17e          | kwalificatie: 17de met 7,07m                                                 |
| André Crépin                                                | polsstokhoogspringen (m) | 25e          | kwalificatie: 1ste met 3,80m finale: 25ste met 3,40m                         |
| Pierre Ramadier                                             | polsstokhoogspringen (m) | 17e          | kwalificatie: 1ste met 3,40m finale: 17de met 3,80m                          |
| Jules Noël                                                  | kogelstoten (m)          | 21e          | kwalificatie: 21ste                                                          |
| Jules Noël                                                  | discuswerpen (m)         | 12e          | kwalificatie: 12de finale: 12de met 44,56m                                   |
| Paul Winter                                                 | discuswerpen (m)         | 27e          | kwalificatie: 27ste                                                          |
| Joseph Wirtz                                                | kogelslingeren (m)       | 16e          | kwalificatie: 16de finale: 16de met 45,69m                                   |
|                                                             |                          |              |                                                                              |
| Yvonne Mabille                                              | 100m (v)                 | series       | serie 6: 4de                                                                 |
| Marguerite Perrou                                           | 100m (v)                 | series       | serie 3: 4de                                                                 |
| Yvonne Mabille                                              | 80m horden (v)           | series       | serie 1: 5de                                                                 |
| Marguerite Nicolas                                          | hoogspringen (v)         | 5e           | 1,58m                                                                        |
| Lucienne Velu                                               | discuswerpen (v)         | 14e          | 33,95m                                                                       |

### Basketbal
| Olympiër | Onderdeel | Resultaat | Prestatie                                                         |
| --- | --------- | --------- | ----------------------------------------------------------------- |
| Pierre Boel Pierre Caque Georges Carrier Robert Cohu Jean Couturier Jacques Flouret Edmond Leclere Étienne Onimus Fernand Prud'homme Étienne Roland Lucien Theze | mannen    | 19e       | 1ste ronde: V van Estland: 29-34 herkansingen: V van China: 38-45 |

### Boksen
| Olympiër         | Onderdeel   | Resultaat | Prestatie |
| ---------------- | ----------- | --------- | --- |
| Gaston Fayaud    | -50,8kg (m) | 17e       | 1ste ronde: V van SUI Siegfried: punten |
| Pierre Bonnet    | -53,5kg (m) | 17e       | 1ste ronde: V van POL Czortek: punten |
| François Aupetit | -61,2kg (m) | 17e       | 1ste ronde: V van POL Cyraniak: punten |
| Roger Tritz      | -66,7kg (m) | 4e        | 1ste ronde: W van URU Costanzo: gediskwalificeerd 2de ronde: W van SUI Grieb: punten kwartfinale: W van PHI de Castro: punten halve finale: V van GER Murach: punten bronzen finale: V van DEN Pedersen: punten |
| Jean Despeaux    | -72,6kg (m) | Goud      | 1ste ronde: vrij 2de ronde: W van URU Bregaliano: punten kwartfinale: W van TCH Hrubes: punten halve finale: W van ARG Villarreal: punten finale: W van NOR Tiller: punten                                      |
| Roger Michelot   | -79,4kg (m) | Goud      | 1ste ronde: vrij 2de ronde: vrij kwartfinale: W van DEN Holm: punten halve finale: W van RSA Leibbrandt: punten finale: W van GER Vogt: punten                                                                  |

### Gewichtheffen
| Olympiër        | Onderdeel   | Resultaat | Prestatie                                                                             |
| --------------- | ----------- | --------- | ------------------------------------------------------------------------------------- |
| Marcel Baril    | -60kg (m)   | 10e       | duwen: 11de met 75kg trekken: 9de met 87,5kg stoten: 7de met 112,5kg totaal: 275kg    |
| Antoine Verdu   | -60kg (m)   | 11e       | duwen: 10de met 77,5kg trekken: 9de met 87,5kg stoten: 9de met 110kg totaal: 275kg    |
| René Duverger   | -67,5kg (m) | 7e        | duwen: 2de met 97,5kg trekken: 8ste met 95kg stoten: 7de met 115kg totaal: 317,5kg    |
| Pierre Alleene  | -75kg (m)   | 8e        | duwen: 10de met 90kg trekken: 6de met 105kg stoten: 5de met 135kg totaal: 330kg       |
| Régis Lepreux   | -75kg (m)   | 11e       | duwen: 10de met 90kg trekken: 11de met 100kg stoten: 12de met 125kg totaal: 315kg     |
| Louis Hostin    | -82,5kg (m) | Goud      | duwen: 1ste met 110kg trekken: 1ste met 117,5kg stoten: 4de met 145kg totaal: 372,5kg |
| Gaston le Pût   | -82,5kg (m) | 11e       | duwen: 6de met 100kg trekken: 11de met 100kg stoten: 11de met 135kg totaal: 335kg     |
| Marcel Dumoulin | +82,5kg (m) | 10e       | duwen: 11de met 100kg trekken: 7de met 110kg stoten: 9de met 145kg totaal: 355kg      |

### Hockey
| Olympiër | Onderdeel | Resultaat | Prestatie |
| --- | --------- | --------- | --- |
| Tola Vologe Charles Imbault Claude Gravereaux Claude Roques Claude Soulé Emmanuel Gonat Etienne Guibal Félix Grimonprez François Verger Marcel Lachmann Guy Chevalier Guy Hénon Jean Rouget Joseph Goubert Michel Verkindere Paul Sartorius Paul Imbault Raymond Tixier | mannen    | 4e        | groep C: 3de V van Nederland: 1-3 G van België: 2-2 W van Zwitserland: 1-0 halve finale: V van Brits-Indië: 0-10 bronzen finale: V van Nederland: 3-4 |

| Groep C |             |             |             |             |             |            |            |            |        |
| #       | Land        | Wedstrijden | Wedstrijden | Wedstrijden | Wedstrijden | Doelpunten | Doelpunten | Doelpunten | Punten |
| #       | Land        | G           | W           | G           | V           | V          | T          | Saldo      | Punten |
| 1       | Nederland   | 3           | 2           | 1           | 0           | 9          | 4          | +5         | 5      |
| 2       | Frankrijk   | 3           | 1           | 1           | 1           | 4          | 5          | -1         | 3      |
| 3       | België      | 3           | 0           | 2           | 1           | 5          | 6          | -1         | 2      |
| 4       | Zwitserland | 3           | 1           | 0           | 2           | 3          | 6          | -3         | 2      |

| Ronde          | Plaats    | Land | Score       | Land |
| -------------- | --------- | ---- | ----------- | ---- |
| Groepsfase     |           |      |             |      |
| Berlijn        | Frankrijk | 1-3  | Nederland   |      |
| Berlijn        | Frankrijk | 2-2  | België      |      |
| Berlijn        | Frankrijk | 1-0  | Zwitserland |      |
| Halve finale   |           |      |             |      |
| Berlijn        | Frankrijk | 0-10 | Brits-Indië |      |
| Bronzen finale |           |      |             |      |
| Berlijn        | Frankrijk | 3-4  | Nederland   |      |

### Kanovaren
| Olympiër                     | Onderdeel                | Resultaat | Prestatie                                    |
| ---------------------------- | ------------------------ | --------- | -------------------------------------------- |
| Henri Eberhardt              | K-1 1000m (m)            | 6e        | serie 1: 3de in 4.41,4 finale: 6de in 4.41,2 |
| Jules Mackowiak              | K-1 10000m (m)           | 13e       | 52.56,0                                      |
| Henri Eberhardt              | K-1 10000m vouwkajak (m) | Zilver    | 50.04,2                                      |
| René Lacelle Jules Mackowiak | K-2 1000m (m)            | 10e       | serie 1: 6de in 4.34,6                       |

### Moderne vijfkamp
| Olympiër        | Onderdeel | Resultaat | Prestatie         |
| --------------- | --------- | --------- | ----------------- |
| Béchir Bouazzat | mannen    | 27e       | 117,5 strafpunten |
| André Chrétien  | mannen    | 24e       | 111,0 strafpunten |
| Paul Lavanga    | mannen    | 38e       | 167,5 strafpunten |

### Paardensport
| Olympiër                                                    | Onderdeel   | Resultaat | Prestatie          |
| Dressuur                                                    | Dressuur    | Dressuur  | Dressuur           |
| ----------------------------------------------------------- | ----------- | --------- | ------------------ |
| Gérard de Balorre                                           | individueel | 6e        | 1634 punten        |
| Daniel Gillois                                              | individueel | 8e        | 1569,5 punten      |
| André Jousseaume                                            | individueel | 5e        | 1642,5 punten      |
| Gérard de Balorre Daniel Gillois André Jousseaume           | team        | Zilver    | 4846 punten        |
| Eventing                                                    |             |           |                    |
| Amaury de la Moussaye                                       | individueel | DNF       | niet gefinisht     |
| Georges Margot                                              | individueel | DNF       | niet gefinisht     |
| Henri Pernot du Breuil                                      | individueel | DNF       | niet gefinisht     |
| Amaury de la Moussaye Georges Margot Henri Pernot du Breuil | team        | 11e       | 469,90 strafpunten |
| Springconcours                                              |             |           |                    |
| Xavier Bizard                                               | individueel | 6e        | 12 strafpunten     |
| Jean de Tillière                                            | individueel | 38e       | 51,25 strafpunten  |
| Maurice Gudin de Vallerin                                   | individueel | 6e        | 12 strafpunten     |
| Xavier Bizard Jean de Tillière Maurice Gudin de Vallerin    | team        | 7e        | 75,25 strafpunten  |

### Roeien
| Olympiër | Onderdeel       | Resultaat | Prestatie                                                                 |
| --- | --------------- | --------- | ------------------------------------------------------------------------- |
| Henri Banos | skiff (m)       | 15e       | serie 3: 2de in 7.39,9 herkansingen: 3de in 7.49,0                        |
| André Giriat Robert Jacquet | dubbel-twee (m) | 4e        | serie 1: 1ste in 6.46,5 finale: 4de in 7.42,3                             |
| Marceau Fourcade Georges Tapie Noël Vandernotte                                                                                               | twee-met (m)    | Brons     | serie 2: 1ste in 7.38,4 finale: 3de in 8.54,0                             |
| Fernand Vandernotte Marcel Vandernotte Jean Cosmat Marcel Chauvigné Noël Vandernotte                                                          | vier-met (m)    | Brons     | serie 2: 2de in 6.45,0 herkansingen: 1ste in 8.00,6 finale: 3de in 7.33,3 |
| Émile Lecuirot Louis Devillié Henri Souharce Alphonse Bouton Camille Becanne Bernard Batillat Jean Cottez Marcel Charletoux Claude Lowenstein | acht (m)        | 8e        | serie 1: 3de in 6.11,6 herkansingen: 4de in 6.36,6                        |

### Schermen
| Olympiër                                                                                   | Onderdeel       | Resultaat | Prestatie |
| ------------------------------------------------------------------------------------------ | --------------- | --------- | --- |
| Henri Dulieux                                                                              | degen (m)       | 49e       | 1ste ronde groep 3: 7de met 4 punten |
| Michel Pécheux                                                                             | degen (m)       | 11e       | 1ste ronde groep 8: 2de met 10 punten kwartfinale 1: 1ste met 12 punten halve finale 1: 6de met 10 punten                                                               |
| Georges Buchard Philippe Cattiau Henri Dulieux Michel Pécheux Bernard Schmetz Paul Wormser | degen team (m)  | Brons     | 1ste ronde groep 3: 2de met 2 punten kwartfinale 4: 1ste met 4 punten halve finale 1: 1ste met 6 punten finale: 3de met 2 punten                                        |
| André Gardère                                                                              | floret (m)      | 7e        | 1ste ronde groep 2: 1ste met 10 punten 2de ronde groep 1: 1ste met 8 punten kwartfinale 1: 2de met 6 punten halve finale 1: 3de met 8 punten finale: 7de met 2 punten   |
| Edward Gardère                                                                             | floret (m)      | Zilver    | 1ste ronde groep 8: 1ste met 10 punten 2de ronde groep 3: 1ste met 8 punten kwartfinale 2: 2de met 6 punten halve finale 2: 3de met 10 punten finale: 2de met 12 punten |
| René Lemoine                                                                               | floret (m)      | 11e       | 1ste ronde groep 5: 2de met 8 punten 2de ronde groep 6: 3de met 8 punten kwartfinale 4: 2de met 6 punten halve finale 2: 6de met 4 punten                               |
| René Bondoux René Bougnol Jaques Coutrot André Gardère Edward Gardère René Lemoine         | floret team (m) | Zilver    | 1ste ronde groep 2: 1ste met 2 punten kwartfinale 3: 1ste met 2 punten halve finale 2: 1ste met 6 punten finale: 2de met 6 punten                                       |
| Marcel Faure                                                                               | sabel (m)       | 12e       | 1ste ronde groep 1: 2de met 10 punten kwartfinale 6: 2de met 6 punten halve finale 1: 5de met 2 punten                                                                  |
| Edward Gardère                                                                             | sabel (m)       | 16e       | 1ste ronde groep 3: 1ste met 12 punten kwartfinale 3: 3de met 6 punten halve finale 2: 6de met 0 punten                                                                 |
| Jean Piot                                                                                  | sabel (m)       | 37e       | 1ste ronde groep 2: 5de met 8 punten |
| Marcel Faure Maurice Gramain Edward Gardère Jean Piot Roger Barisien André Gardère         | sabel team (m)  | 6e        | 1ste ronde groep 6: 2de met 2 punten kwartfinale 2: 2de met 4 punten halve finale 4: 4de met 0 punten                                                                   |
|                                                                                            |                 |           | |
| Andrée Boisson                                                                             | floret (v)      | 36e       | 1ste ronde groep 1: 7de met 0 punten |
| Agathe Turgis                                                                              | floret (v)      | 22e       | 1ste ronde groep 5: 2de met 6 punten kwartfinale 4: 6de met 0 punten |

### Schietsport
| Olympiër                | Onderdeel               | Resultaat | Prestatie                       |
| ----------------------- | ----------------------- | --------- | ------------------------------- |
| Charles des Jammonières | 25m snelvuurpistool (m) | onbekend  |                                 |
| Édouard Lambert         | 25m snelvuurpistool (m) | onbekend  |                                 |
| Élie Monnier            | 25m snelvuurpistool (m) | 16e       | 26 punten                       |
| Marcel Bonin            | 50m vrij pistool (m)    | 4e        | 538 punten: (92-90-91-86-89-90) |
| Charles des Jammonières | 50m vrij pistool (m)    | Brons     | 540 punten: (91-92-86-91-90-90) |
| René Koch               | 50m vrij pistool (m)    | 20e       | 519 punten: (82-89-88-90-80-90) |
| Raymond Durand          | 50m geweer liggend (m)  | 15e       | 293 punten                      |
| Marcel Fitoussi         | 50m geweer liggend (m)  | 15e       | 293 punten                      |
| Jacques Mazoyer         | 50m geweer liggend (m)  | 6e        | 296 punten                      |

### Schoonspringen
| Olympiër               | Onderdeel     | Resultaat | Prestatie     |
| ---------------------- | ------------- | --------- | ------------- |
| Roger Heinkelé         | 3m plank (m)  | 12e       | 117,72 punten |
|                        |               |           |               |
| Cécile Lesprit-Poirier | 3m plank (v)  | 16e       | 58,86 punten  |
| Cécile Lesprit-Poirier | 10m toren (v) | 20e       | 25,56 punten  |

### Turnen
| Olympiër | Onderdeel                | Resultaat | Prestatie      |
| --- | ------------------------ | --------- | -------------- |
| Jean Aubry | sprong (m)               | 91e       | 14,067 punten  |
| Robert Herold | sprong (m)               | 68e       | 15,534 punten  |
| Paul Masino | sprong (m)               | 60e       | 15,933 punten  |
| Lucien Masset | sprong (m)               | 63e       | 15,800 punten  |
| Maurice Rousseau | sprong (m)               | 74e       | 15,200 punten  |
| Antoine Schildwein                                                                                                  | sprong (m)               | 55e       | 16,267 punten  |
| Armand Solbach | sprong (m)               | 81e       | 14,800 punten  |
| Armand Walter | sprong (m)               | 45e       | 16,667 punten  |
| Jean Aubry | vloer (m)                | 71e       | 15,567 punten  |
| Robert Herold | vloer (m)                | 66e       | 15,867 punten  |
| Paul Masino | vloer (m)                | 62e       | 16,033 punten  |
| Lucien Masset | vloer (m)                | 21e       | 17,500 punten  |
| Maurice Rousseau | vloer (m)                | 92e       | 14,233 punten  |
| Antoine Schildwein                                                                                                  | vloer (m)                | 81e       | 14,900 punten  |
| Armand Solbach | vloer (m)                | 60e       | 16,133 punten  |
| Armand Walter | vloer (m)                | 61e       | 16,100 punten  |
| Jean Aubry | paard met bogen (m)      | 83e       | 13,300 punten  |
| Robert Herold | paard met bogen (m)      | 52e       | 16,400 punten  |
| Paul Masino | paard met bogen (m)      | 90e       | 12,434 punten  |
| Lucien Masset | paard met bogen (m)      | 62e       | 15,600 punten  |
| Maurice Rousseau | paard met bogen (m)      | 45e       | 16,967 punten  |
| Antoine Schildwein                                                                                                  | paard met bogen (m)      | 73e       | 14,567 punten  |
| Armand Solbach | paard met bogen (m)      | 44e       | 17,000 punten  |
| Armand Walter | paard met bogen (m)      | 54e       | 16,300 punten  |
| Jean Aubry | ringen (m)               | 64e       | 15,900 punten  |
| Robert Herold | ringen (m)               | 68e       | 15,400 punten  |
| Paul Masino | ringen (m)               | 15e       | 17,933 punten  |
| Lucien Masset | ringen (m)               | 47e       | 16,566 punten  |
| Maurice Rousseau | ringen (m)               | 32e       | 17,166 punten  |
| Antoine Schildwein                                                                                                  | ringen (m)               | 19e       | 17,700 punten  |
| Armand Solbach | ringen (m)               | 48e       | 16,533 punten  |
| Armand Walter | ringen (m)               | 54e       | 16,233 punten  |
| Jean Aubry | brug (m)                 | 84e       | 13,900 punten  |
| Robert Herold | brug (m)                 | 48e       | 16,600 punten  |
| Paul Masino | brug (m)                 | 72e       | 15,134 punten  |
| Lucien Masset | brug (m)                 | 54e       | 16,167 punten  |
| Maurice Rousseau | brug (m)                 | 54e       | 16,167 punten  |
| Antoine Schildwein                                                                                                  | brug (m)                 | 58e       | 15,933 punten  |
| Armand Solbach | brug (m)                 | 55e       | 16,133 punten  |
| Armand Walter | brug (m)                 | 63e       | 15,733 punten  |
| Jean Aubry | rekstok (m)              | 88e       | 13,700 punten  |
| Robert Herold | rekstok (m)              | 55e       | 16,367 punten  |
| Paul Masino | rekstok (m)              | 62e       | 16,100 punten  |
| Lucien Masset | rekstok (m)              | 72e       | 15,600 punten  |
| Maurice Rousseau | rekstok (m)              | 83e       | 14,933 punten  |
| Antoine Schildwein                                                                                                  | rekstok (m)              | 57e       | 16,266 punten  |
| Armand Solbach | rekstok (m)              | 44e       | 17,034 punten  |
| Armand Walter | rekstok (m)              | 31e       | 17,900 punten  |
| Jean Aubry | individuele meerkamp (m) | 86e       | 86,434 punten  |
| Robert Herold | individuele meerkamp (m) | 55e       | 96,168 punten  |
| Paul Masino | individuele meerkamp (m) | 70e       | 93,567 punten  |
| Lucien Masset | individuele meerkamp (m) | 53e       | 97,233 punten  |
| Maurice Rousseau | individuele meerkamp (m) | 62e       | 94,666 punten  |
| Antoine Schildwein                                                                                                  | individuele meerkamp (m) | 59e       | 95,633 punten  |
| Armand Solbach | individuele meerkamp (m) | 52e       | 97,633 punten  |
| Armand Walter | individuele meerkamp (m) | 49e       | 98,333 punten  |
| Jean Aubry Robert Herold Paul Masino Lucien Masset Maurice Rousseau Antoine Schildwein Armand Solbach Armand Walter | meerkamp team (m)        | 8e        | 580,266 punten |

### Waterpolo
| Olympiër                                                                                                | Onderdeel | Resultaat | Prestatie |
| --- | --------- | --------- | --- |
| André Busch Georges Delporte René Joder Paul Lambert Maurice Lefèbvre Henri Padou Roger van de Casteele | mannen    | 4e        | groep 3: 2de V van Duitsland: 1-8 W van Tsjecho-Slowakije: 3-2 W van Japan: 8-0 halve finale: 2de W van Oostenrijk: 4-2 W van Zweden: 2-1 finale: 4de V van Hongarije: 0-5 V van België: 1-3 |

| Groep 3 |                   |             |             |             |             |            |            |            |        |
| #       | Land              | Wedstrijden | Wedstrijden | Wedstrijden | Wedstrijden | Doelpunten | Doelpunten | Doelpunten | Punten |
| #       | Land              | G           | W           | G           | V           | V          | T          | Saldo      | Punten |
| 1       | Duitsland         | 3           | 3           | 0           | 0           | 27         | 3          | +24        | 6      |
| 2       | Frankrijk         | 3           | 2           | 0           | 1           | 12         | 10         | +2         | 4      |
| 3       | Tsjecho-Slowakije | 3           | 1           | 0           | 2           | 7          | 12         | -5         | 2      |
| 4       | Japan             | 3           | 0           | 0           | 3           | 4          | 25         | -21        | 0      |

| Ronde      | Plaats    | Land | Score             | Land |
| ---------- | --------- | ---- | ----------------- | ---- |
| Groepsfase |           |      |                   |      |
| Berlijn    | Frankrijk | 1-8  | Duitsland         |      |
| Berlijn    | Frankrijk | 3-2  | Tsjecho-Slowakije |      |
| Berlijn    | Frankrijk | 8-0  | Japan             |      |

| Halve finale |            |             |             |             |             |            |            |            |        |
| #            | Land       | Wedstrijden | Wedstrijden | Wedstrijden | Wedstrijden | Doelpunten | Doelpunten | Doelpunten | Punten |
| #            | Land       | G           | W           | G           | V           | V          | T          | Saldo      | Punten |
| 1            | Duitsland  | 3           | 3           | 0           | 0           | 15         | 3          | +12        | 6      |
| 2            | Frankrijk  | 3           | 2           | 0           | 1           | 7          | 11         | -4         | 4      |
| 3            | Oostenrijk | 3           | 1           | 0           | 2           | 5          | 8          | -3         | 2      |
| 4            | Zweden     | 3           | 0           | 0           | 3           | 3          | 8          | -5         | 0      |

| Ronde        | Plaats    | Land | Score      | Land |
| ------------ | --------- | ---- | ---------- | ---- |
| Halve finale |           |      |            |      |
| Berlijn      | Frankrijk | 4-2  | Oostenrijk |      |
| Berlijn      | Frankrijk | 2-1  | Zweden     |      |

| Finale |           |             |             |             |             |            |            |            |        |
| #      | Land      | Wedstrijden | Wedstrijden | Wedstrijden | Wedstrijden | Doelpunten | Doelpunten | Doelpunten | Punten |
| #      | Land      | G           | W           | G           | V           | V          | T          | Saldo      | Punten |
| 1      | Hongarije | 3           | 2           | 1           | 0           | 10         | 2          | +8         | 5      |
| 2      | Duitsland | 3           | 2           | 1           | 0           | 14         | 4          | +10        | 5      |
| 3      | België    | 3           | 1           | 0           | 2           | 4          | 8          | -4         | 2      |
| 4      | Frankrijk | 3           | 0           | 0           | 3           | 2          | 16         | -14        | 0      |

| Ronde   | Plaats    | Land | Score     | Land |
| ------- | --------- | ---- | --------- | ---- |
| Finale  |           |      |           |      |
| Berlijn | Frankrijk | 0-5  | Hongarije |      |
| Berlijn | Frankrijk | 1-3  | België    |      |

### Wielersport
| Olympiër                                                         | Onderdeel                | Resultaat | Prestatie |
| Baan                                                             | Baan                     | Baan      | Baan |
| ---------------------------------------------------------------- | ------------------------ | --------- | --- |
| Louis Chaillot                                                   | sprint (m)               | Brons     | serie 2: W van BUL Rachev: 12,8 2de ronde: W van CAN Peace: 12,0 kwartfinale 1: W van DEN Magnussen: 12,6 halve finale 2: V van NED van Vliet bronzen finale: W van ITA Pola: 2-0 |
| Pierre Georget                                                   | tijdrit (m)              | Zilver    | 1.12,8 |
| Pierre Georget Georges Maton                                     | tandem (m)               | Brons     | 1ste ronde: W van AUT Dusika/Mohr: 11,0 kwartfinale 1: W van BEL Cools/Pirotte: 11,0 halve finale 2: V van GER Ihbe/Lorenz bronzen finale: W van ITA Legutti/Loatti: 2-0          |
| Robert Charpentier Jean Goujon Guy Lapébie Roger-Jean Le Nizerhy | ploegenachtervolging (m) | Goud      | kwalificatie: 1ste in 4.41,8 2de ronde: 1ste in 4.47,2 halve finale: W van Duitsland: 4.42,4 finale: 1ste in 4.45,0                                                               |
| Weg                                                              |                          |           | |
| Robert Charpentier                                               | wegwedstrijd (m)         | Goud      | 2:33.05,0 |
| Robert Dorgebray                                                 | wegwedstrijd (m)         | 4e        | 2:33.06,0 |
| Jean Goujon                                                      | wegwedstrijd (m)         | 16e       | 2:33.08,0 |
| Guy Lapébie                                                      | wegwedstrijd (m)         | Zilver    | 2:33.05,2 |
| Robert Charpentier Robert Dorgebray Jean Goujon Guy Lapébie      | wegwedstrijd team (m)    | Goud      | 7:39.16,2 |

### Worstelen
| Olympiër         | Onderdeel   | Resultaat   | Prestatie |
| Vrije stijl      | Vrije stijl | Vrije stijl | Vrije stijl |
| ---------------- | ----------- | ----------- | --- |
| Jean Chasson     | -61kg (m)   | 11e         | 1ste ronde: V van USA Millard 2de ronde: V van HUN Toth |
| Charles Delporte | -66kg (m)   | 4e          | 1ste ronde: V van HUN Karpati 2de ronde: W van DEN Meyer 3de ronde: W van DEN Meyer 4de ronde: W van EST Toots 5de ronde: V van FIN Pihlajamäki                        |
| Jean Jourlin     | -72kg (m)   | 4e          | 1ste ronde: W van TUR Erçetin 2de ronde: W van JPN Masutomi 3de ronde: W van GBR Fox 4de ronde: W van GER Paar 5de ronde: V van SWE Andersson                          |
| Émile Poilvé     | -79kg (m)   | Goud        | 1ste ronde: W van CAN Evans 2de ronde: W van FIN Luukko 3de ronde: W van GBR Jeffers 4de ronde: W van TCH Sysel 5de ronde: W van SUI Krebs 6de ronde: W van USA Voliva |
| Robert Herland   | -87kg (m)   | 5e          | 1ste ronde: vrij 2de ronde: V van EST Palusalu 3de ronde: W van CAN Chiga 4de ronde: V van FIN Nyström                                                                 |
| Grieks-Romeins   |             |             | |
| Georges Bayle    | -56kg (m)   | 11e         | 1ste ronde: V van ROU Töjär 2de ronde: V van DEN Voigt |
| Eugéne Kracher   | -61kg (m)   | 12e         | 1ste ronde: W van GBR Morrell 2de ronde: V van FIN Reini 3de ronde: V van ROU Horvath                                                                                  |
| Maxime Lubat     | -72kg (m)   | 11e         | 1ste ronde: V van SUI Rieder 2de ronde: V van SWE Svedberg |
| Édouard Pigeot   | -79kg (m)   | 12e         | 1ste ronde: V van HUN Palotas 2de ronde: V van TCH Přibyl |
| Jean Houdry      | -87kg (m)   | 11e         | 1ste ronde: V van ITA Silvestri 2de ronde: V van FIN Westerlund |

### Zeilen
| Olympiër                                                                                     | Onderdeel | Resultaat | Prestatie                       |
| -------------------------------------------------------------------------------------------- | --------- | --------- | ------------------------------- |
| Jacques Lebrun                                                                               | O-Jolle   | 6e        | 109 punten: (7-13-5-18-12-15-3) |
| Jean-Jacques Herbulot Pierre de Montaut                                                      | star      | 7e        | 48 punten: (3-DSQ-4-5-7-2)      |
| Jean Peytel Yves Baudrier Claude de Desouches Gerard Piolec Jacques Ranbaud                  | 6m klasse | 10e       | 30 punten: (9-7-7-10-8-11-9)    |
| Pierre Arbaut Pierre Gaudermen Henri Schelcher Charles Gaulthier Henri Bachet Ernest Granier | 8m klasse | 9e        | 21 punten: (10-9-9-DSQ-7-2-8)   |

### Zwemmen
| Olympiër                                               | Onderdeel             | Resultaat | Prestatie                                                                  |
| ------------------------------------------------------ | --------------------- | --------- | -------------------------------------------------------------------------- |
| René Cavalero                                          | 100m vrije slag (m)   | 28e       | serie 2: 5de in 1.02,2                                                     |
| Claude Desusclade                                      | 100m vrije slag (m)   | 41e       | serie 4: 5de in 1.07,2                                                     |
| Jean Taris                                             | 400m vrije slag (m)   | 6e        | serie 5: 2de in 4.53,9 halve finale 2: 3de in 4.53,6 finale: 6de in 4.53,8 |
| Christian Talli                                        | 1500m vrije slag (m)  | 13e       | serie 3: 4de in 21.03,0 halve finale 2: 7de in 21.09,8                     |
| René Cavalero Artem Nakache Christian Talli Jean Taris | 4x200m vrije slag (m) | 4e        | serie 1: 1ste in 9.21,7 finale: 4de in 9.18,2                              |
|                                                        |                       |           |                                                                            |
| Renée Blondeau                                         | 100m vrije slag (m)   | 20e       | serie 5: 5de in 1.10,9                                                     |
| Louisette Fleuret                                      | 400m vrije slag (m)   | 10e       | serie 3: 3de in 5.46,8 halve finale 2: 5de in 5.46,1                       |
| Thérèse Blondeau                                       | 100m schoolslag (m)   | 14e       | serie 2: 6de in 1.23,8                                                     |

Afghanistan · Argentinië · Australië · België · Bermuda · Bolivia · Brazilië · Brits-Indië · Bulgarije · Canada · Chili · Colombia · Costa Rica · Denemarken · Duitsland · Egypte · Estland · Filipijnen · Finland · Frankrijk · Griekenland · Groot-Brittannië · Hongarije · IJsland · Italië · Japan · Joegoslavië · Letland · Liechtenstein · Luxemburg · Malta · Mexico · Monaco · Nederland · Nieuw-Zeeland · Noorwegen · Oostenrijk · Peru · Polen · Portugal · Republiek China · Roemenië · Tsjecho-Slowakije · Turkije · Uruguay · Verenigde Staten · Zuid-Afrika · Zweden · Zwitserland